# Berglind Þorsteinsdóttir
Berglind Þorsteinsdóttir (* 2. Januar 1999 in Reykjavík, Island) ist eine isländische Handballspielerin, die für die isländische Nationalmannschaft aufläuft.

## Karriere

### Im Verein
Berglind Þorsteinsdóttir spielte anfangs beim isländischen Verein HK Kópavogur. Ab der Saison 2015/16 erhielt sie erste Spielanteile in der Damenmannschaft von HK Kópavogur, die damals in der höchsten isländischen Spielklasse antrat. Am Saisonende 2015/16 trat sie mit dem Verein den Gang in die Zweitklassigkeit an. 2018 gelang ihr mit HK die Rückkehr in die Erstklassigkeit. Nach der Saison 2022/23, in der die Rückraumspielerin größtenteils verletzungsbedingt aussetzen musste, verließ sie ihren langjährigen Verein HK und schloss sich dem Erstligisten Fram Reykjavík an.

### In Auswahlmannschaften
Berglind Þorsteinsdóttir nahm mit der isländischen Juniorinnennationalmannschaft an der U-20-Weltmeisterschaft 2018 teil, die Island auf dem zehnten Platz abschloss. Sie erzielte im Turnierverlauf neun Treffer. Am 7. Oktober 2021 bestritt sie ihr Länderspieldebüt für die isländische A-Nationalmannschaft gegen Schweden. Mit der isländischen Nationalmannschaft nahm sie bislang nur an der Weltmeisterschaft 2023 teil und schloss das Turnier auf dem 25. Platz ab.